# Trichomyia complexa
Trichomyia complexa är en tvåvingeart som beskrevs av Duckhouse 1965. Trichomyia complexa ingår i släktet Trichomyia och familjen fjärilsmyggor. Inga underarter finns listade i Catalogue of Life.